# Captain Dan & the Scurvy Crew
Captain Dan & the Scurvy Crew é uma banda de hip hop fundada na Flórida, Estados Unidos, em 2006. A banda é conhecida por incorporar temas relacionados a piratas em suas letras e músicas, que seguem o gênero hip hop e gangsta rap.

## Discografia
- Authentic Pirate Hip-Hop (19 de setembro de 2006)
- Rimes of the Hip-Hop Mariners (19 de setembro de 2007)
- From the Seas to the Streets (12 de janeiro de 2009)